# Dorylomorpha rufipes
Dorylomorpha rufipes är en tvåvingeart som först beskrevs av Johann Wilhelm Meigen 1824.  Dorylomorpha rufipes ingår i släktet Dorylomorpha och familjen ögonflugor. Arten är reproducerande i Sverige. Inga underarter finns listade i Catalogue of Life.